# 腐生菌
腐生菌（ふせいきん）は、菌類を栄養の摂り方で分ける際の区分の一つである。生物遺体などから栄養をとるものを指す。

## 定義
腐生菌(Saprobic fungi)というのは、生物遺体や老廃物など、生きていない有機物素材を栄養源として生活する菌類を指す言葉である。
基本的には菌類は従属栄養生物であるから、他の有機物を栄養源として生活している。その栄養の摂り方を考えると、大きく2つに分けられる。一つは生きた生物にくっついて、そこから栄養を吸収するもの、つまり寄生生活をするもので、これを寄生菌(Parasitic Fungi)という。これに対して、栄養源とする有機物が生きていない場合、つまり生物遺体や排泄物、あるいはそれらが分解して生じたデトリタスなどを栄養源として生活するものを腐生菌というのである。実際にはそのような有機物を酵素によって細胞外で分解し、それを吸収して生活しているわけである。
菌類全体を見渡すと、サビキン類のように、寄生的な生活に特化し、すべての種が寄生菌であるような菌群も見られるが、多くの菌群では寄生性のものと腐生のものが入り交じり、中間的なものも多く見られる。寄生でも腐生でも生活できるような菌類は条件的寄生菌(Facultative Parasite)と呼んでいる。

## 定義その2
しかし、現実的には、野外でその菌がどのようにして栄養を吸収しているかを判断するのは困難である。いかにも生きた生物の上で生活しているように見えても、実際にその生物と栄養の関係はないかも知れないし、老廃物の上に出現する菌類であっても、実際には微細な生物に寄生するものであるかも知れない。というより、そもそも野外で発見することのできない菌類も山ほどある。分離培養を行って出てきたものについて判断する場合も多々ある。
そこで、もう一つの定義がこれである。培地上で純粋培養できるのが腐生菌。できないのが寄生菌である。通常の培地には一般的な菌類が要求するような栄養素は含まれているが、生きた細胞内からしか手に入らないようなややこしい成分は含まれていない。したがって、ここで培養できるものは自然界でも生きた生物なしで生活できる可能性が高い。逆に、生きた細胞との接触が必要なものは、この様な培地ではまず人工培養できないから、これを寄生菌と認める。また、寄生生活を行うことが確認されたものであっても、純粋培養できた場合は腐生菌に扱える。ただし、その場合、寄生生活するのは確かだから、この菌は条件的寄生菌であると見なすわけである。
この見方に立てば、マツタケやアツギケカビなどの菌根を形成するものなど、植物と共生していると言われるものも、純粋培養ができないものは栄養の観点からは寄生菌と言える。ラブールベニア類やトリコミセス類など、栄養的には状況がわからないものも、純粋培養できないものは寄生菌扱いになる。線虫捕食菌の場合、接合菌のそれは培養できないので寄生菌、不完全菌系のものは培養可能なので腐生菌である。
ただし、この区分で問題になるのは、明らかに寄生菌であっても、培養法が確立すれば腐生菌に“格下げ”される場合があることである。たとえばエダカビはケカビ類に寄生して生活し、寒天培地上に胞子を接種しても、わずかに発芽管を伸ばすが、宿主菌糸に触れなければ、場合によってはわずかに胞子を形成するが、そのまま死滅する。しかし、牛の血清などを含んだ特殊な培地が工夫されたことによって、純粋培養ができることが判明している。

## 寄生菌との関係
純粋な寄生菌は、寄生生活に特化したさまざまな構造や性質を持つ。腐生菌にはそのようなことはないが、たとえば生きた植物上の、枯死した部分に生活する菌が、弱った部分を攻撃する場合などは珍しいものではない。いわば日和見感染である。
また、ナラタケで知られるように、森林の土壌中で植物遺体の分解をして生活する菌が、その場所が切り開かれ、畑地になったときに作物の病原菌となる例も知られる。
また、純粋の寄生菌は宿主の存在なしには生活できないが、腐性菌の性質を持つものは宿主がいない場合には腐性的に生活することが可能である。従って、これを根絶するのはより難しくなる。